# Амага
Амага — дружина сарматського династа Медосакка, відома лише за новелою зі «Стратегем» Полієна. Діяльність Амаги датовано II століття до н. е.
Етимологія імені:

сарм. Amāgā < авест. *ama- — укр. "могутня, сильна".

## Амага у Полієна (Стратегеми, VIII, 56)[2]
Амага, дружина Медосакка, царя сарматів, які мешкали на узбережжі Понту, розуміючи, що чоловік занурився в розкіш та пияцтво, сама часто судила суди, сама ж ставила й охорону країни, відбиваючи навали ворогів. Вона часто билася пліч-о-пліч з мешканцями, що потерпали від загарбників. Слава її була сяючою серед усіх скіфів, тому херсонесіти, які мешкали в Тавриці, потерпаючи від безчинств царя сусідніх скіфів, звернулися до Амаги з проханням стати їхнім союзниками. Вона ж спочатку написала скіфам, наказавши утриматися від нападу на Херсонес, але коли Скіф це зневажив, взяла сто двадцять вершників найміцніших духом і тілом, давши кожному по три коні, і за одну ніч та один день здолала тисячу двісті стадій і, раптово з'явившись біля царського палацу, знищила усіх вартових, а коли спантеличені неочікуваним жахом скіфи вирішили, що з'явилось не стільки, скільки вони бачать, а значно більше, Амага з тими, хто був поруч, увірвалася до палацу та напала на Скіфа, вбила родичів і друзів, які були поруч із ним і повернула землю херсонесітам. Сину ж покараного царя доручила царство, наказавши панувати справедливо та утримуватися від нападів на сусідніх елінів та варварів, пам'ятаючи про смерть свого батька.